# The Formation of Vegetable Mould through the Action of Worms
The Formation of Vegetable Mould through the Action of Worms (Brasil: A formação do molde vegetal através da ação de vermes ), (às vezes abreviado como "Worms") é um livro de Charles Darwin, de 1881, sobre as minhocas.  Foi seu último livro científico e foi publicado pouco antes de sua morte.